# (5527) 1991 UQ3
(5527) 1991 UQ3 (1991 UQ3, 1981 UO25, 1990 HB5) — астероїд головного поясу, відкритий 31 жовтня 1991 року.
Тіссеранів параметр щодо Юпітера — 3,629.